# The Great Southern Trendkill
The Great Southern Trendkill es el octavo álbum de la banda de groove metal Pantera, publicado en mayo de 1996 con la breve integración de Seth Putnam, líder de Anal Cunt, después de que Phil Anselmo grabase para dicha banda el álbum 40 More Reasons to Hate Us. A causa de los problemas internos de la banda, Phil Anselmo tuvo que grabar sus partes vocales para el álbum en un estudio de Nueva Orleans, propiedad de Trent Reznor, líder de Nine Inch Nails, mientras que el resto de la banda estaba grabando el disco en Dallas, Texas. El disco llegó al cuarto puesto en las listas de álbumes más exitosos del Billboard, llegando a disco de platino por la venta de 1 000 000 de copias.

## Lista de canciones
1. "The Great Southern Trendkill" – 3:46
2. "War Nerve" – 4:53
3. "Drag the Waters" – 4:55
4. "10's" – 4:49
5. "13 Steps to Nowhere" – 3:37
6. "Suicide Note Pt. I" – 4:44
7. "Suicide Note Pt. II" – 4:19
8. "Living Through Me (Hell's Wrath)" – 4:50
9. "Floods" – 6:59
10. "The Underground in America" – 4:33
11. "(Reprise) Sandblasted Skin" – 5:39

- Todas las canciones escritas por Pantera

## Miembros
- Phil Anselmo – Voz principal y letras
- Rex Brown – Bajo eléctrico y coros.
- Dimebag Darrell – Guitarra líder (eléctrica), coros, letras y guitarra acústica en la sexta canción.
- Vinnie Paul – Batería, sintetizador en la sexta canción, coros, productor e ingeniero de mezclas.
- Tom Baker – Masterizador
- Aaron Barnes – Ingeniero sonido y asistente
- Sean Beavan – Ingeniero de audio y asistente.
- Terry Date – Productor e ingeniero de sonido y mezclas.
- Jim De Barros – Diseño y director artístico.
- Joe Giron – Fotografía
- Lamont Hyde – Asistente de mezclas.
- Ted Jensen – Masterizador
- Zig Leszczynski – Fotografía
- David Manteau – Asistente de diseño.
- Seth Putnam (vocalista de Anal Cunt) – Guitarra rítmica y voces adicionales en la primera, segunda y séptima canción.
- Ulrich Wild – Ingeniero
- Sterling Winfield – Ingeniero